# Arkys montanus
Arkys montanus là một loài nhện trong họ Araneidae.
Loài này thuộc chi Arkys. Arkys montanus được miêu tả năm 1978 bởi Balogh.